# 庄口公園
熊本市庄口公園運動施設（くまもとししょうぐちこうえんうんどうしせつ）は、熊本県熊本市東区にある多目的公園である。正式名称は水前寺江津湖公園（庄口地区）運動施設。

## 概要
熊本市電健軍線・動植物園入口電停から、熊本市動植物園前までの通称「動物園通り」に渡って整備された公園である。テニスコートが4面、ソフトボール場が2面ある。なお、ナイター設備はない。
公園の管理は熊本市東区が行っている。公園の利用には、事前の予約が必要となる。熊本県・市町村公共施設予約システム「ひばりネット・よやくまくん」で、インターネット上で予約や確認が可能。また、都市公園内であるため、営利目的での利用は認められていない。また、熊本市動植物園の駐車場が混雑・満車の際には、公園の大部分が臨時駐車場となる。
公園の新設改良や維持管理など、これまで熊本市役所本庁で窓口業務を行っていたが、2012年4月1日より、熊本市が政令指定都市に移行したのに伴い、管理業務が東区土木センターに移転した。

## 施設
- 運動広場（ソフトボール場）：2面
- テニスコート：4面

※ナイター設備なし

## 所在地ほか
- 所在地：熊本県熊本市東区健軍4丁目529番地1号ほか
- 休館日：年末年始
- 駐車場：24台
- 管理業務
  - 東部土木センター（熊本市東区東町3丁目4-1）
- 施設使用料 (PDF)
- 現金支払で予約した場合の支払窓口
  - 東部土木センター維持課、各区役所
  - 申請日の翌日までに支払う必要がある。
- 供用期間
  - 3月 - 4月：6:00 - 18:00
  - 5月 - 9月15日：6:00 - 19:00
  - 9月16日 - 10月15日：6:00 - 18:00
  - 10月16日 - 翌2月：7:00 - 17:00

## 交通アクセス
- 電車：熊本市交通局・動植物園入口電停下車
- バス：熊本都市バス・熊本バス・産交バス：「動植物園入口」または「動植物園前」停留所下車